# Il perduto amore (film)
Il perduto amore (Immensee - Ein deutsches Volkslied) è un film del 1943 diretto da Veit Harlan.

## Trama
Sognando una carriera di compositore, Reinhart Torsten parte per la grande Amburgo, abbandonando la piccola e sonnolenta Immensee, la città dov'è nato e cresciuto. Dietro di sé, lascia anche Elisabeth Uhl, la ragazza di cui è innamorato e che conosce dall'infanzia.
Il musicista torna a casa qualche tempo dopo, per il suo compleanno. Tutto sembra tornare come prima tra lui ed Elisabeth, che viene poi a fargli visita ad Amburgo. Un amico di Reinhart, Eric Jürgens, figlio di un ricco proprietario terriero, comincia a dimostrare interesse nei riguardi della ragazza. Ma il cuore di Elisabeth rimane fedele.
Quando però lei, ad Amburgo, trova nel letto di lui una bella sconosciuta, resta interdetta. Ma le viene spiegato che non è una cosa tanto strana per dei giovani studenti. Elisabeth torna a casa e accetta la corte di Eric, con cui poi si sposa.
Reinhart, che ha vissuto per tre anni a Roma con una borsa di studio, ha fatto carriera ed è diventato direttore d'orchestra. Tornato a Immensee, cerca di convincere Elisabeth a partire con lui per il grande e vasto mondo. Ma, anche se il cuore della donna sembra ancora battere per il suo vecchio innamorato, questa si rende conto che le cose che contano veramente per lei sono quelle  legate al luogo dove vive, ad Immensee.

## Produzione
Il film fu prodotto dall'Universum Film (UFA). Venne girato dal 26 giugno 1942 all'aprile 1943 nel Lazio, a Roma e in Germania, nello Schleswig-Holstein e ad Amburgo.
Fu il quinto film tedesco girato in Agfacolor.

## Distribuzione
Distribuito dalla Deutsche Filmvertriebs (DFV), il film fu presentato in prima al Lessing-Theater di Amburgo l'8 dicembre 1943 e a Berlino il 17 dicembre al Tauentzien-Palast.